# Sensurround
Sensurround ist ein Mehrkanalmagnettonverfahren zur Wiedergabe besonders tiefer Töne in Kinofilmen als Soundeffekt (4.1). Diese Schwingungen werden als Vibrationen wahrgenommen und dienen zur Verstärkung des Eindrucks von Explosionen, Erschütterungen, starken Motoren etc.
Es wurde 1974 für die Universal-Produktion Erdbeben (Earthquake) entwickelt und erreichte Tieftöne bis herunter zu 15 Hz. Zur Unterbringung des Tones auf dem Filmstreifen gab es verschiedene Standards: 6-Spur-Magnetton bei 70-mm-Film, 4-Spur-Magnetton bei 35-mm-Film und eine optische Lichtton-Spur für ältere 35-mm-Projektionssysteme.
Das Sensurround-System benötigte im Kino eine spezielle Dekodierbox, mehrere Verstärker mit 1000 Watt Leistung und zehn große, speziell angepasste Tiefton-Lautsprecher (Subwoofer, die zu gleichen Teilen vorne und hinten im Saal aufgestellt wurden), die einen Schalldruckpegel von etwa 100 bis 120 dB(A) erzeugten.
Der Effekt im Film Erdbeben war sehr realistisch (vor allem aber laut). In einigen Gegenden sollen Zuschauer gedacht haben, es ereigne sich tatsächlich ein Erdbeben. In älteren Kinos rieselte durch den starken Schalldruck der Staub von der Decke und gab dem Film Erdbeben eine besondere Note. In einem Kino in der US-amerikanischen Stadt Hackensack fiel während der Vorführung des Filmes Achterbahn sogar ein Teil der Decke herunter und beschädigte zehn Sitze, auf denen niemand saß.
Wegen der tieffrequenten Töne sollten Filme in Sensurround in Deutschland nur in einzeln stehenden Kinos aufgeführt werden, da durch die Tieftöne benachbarte Kinosäle beeinträchtigt wurden.

## Kinofilme in Sensurround
- Erdbeben (Earthquake, 1974) Die DVD-Ausgabe enthält, laut Cover, den Original-Sensurround-Ton.
- Schlacht um Midway (Midway, 1976)
- Achterbahn (Rollercoaster, 1977)
- Kampfstern Galactica (Battlestar Galactica, 1978)
- Mission Galactica (Mission Galactica – The Cylon Attack, 1979)